# Patinação artística nos Jogos Asiáticos de Inverno de 2007 - Dança no gelo
A competição de dança no gelo da patinação artística na Jogos Asiáticos de Inverno de 2007 foi realizada no Changchun Wuhuan Gymnasium, em Changchun, China. A dança compulsória foi disputada no dia 1 de fevereiro, a dança original no dia 2 de fevereiro e a dança livre no dia 3 de fevereiro.

## Medalhistas
| Ouro   | JPN Nozomi Watanabe / Akiyuki Kido |
| Prata  | CHN Huang Xintong / Zheng Xun      |
| Bronze | CHN Yu Xiaoyang / Wang Chen        |

## Resultados
| Pos.              | Nome                           | Nacionalidade | Pontos | DC        | DO        | DL        |
| ----------------- | ------------------------------ | ------------- | ------ | --------- | --------- | --------- |
| Medalha de ouro   | Nozomi Watanabe / Akiyuki Kido | Japão         | 151.93 | 28.16 (1) | 46.80 (1) | 76.97 (1) |
| Medalha de prata  | Huang Xintong / Zheng Xun      | China         | 150.06 | 27.03 (2) | 46.37 (2) | 76.66 (2) |
| Medalha de bronze | Yu Xiaoyang / Wang Chen        | China         | 138.36 | 24.09 (3) | 43.70 (3) | 70.57 (3) |
| 4                 | Liu Lu / Suo Bin               | China         | 108.57 | 19.36 (4) | 33.94 (4) | 55.27 (4) |

Legenda
| Recorde mundial      | Recorde mundial (World record)               |                       | Recorde africano                      | Recorde africano (African) |                                           | Q | Classificado por posição (Qualified) |
| Recorde olímpico     | Recorde olímpico (Olympic record)            | Recorde da América    | Recorde da América (Americas)         | q                          | Classificado por melhor tempo (Qualified) |   |                                      |
| Melhor marca do ano  | Melhor marca do ano (World leading)          | Recorde asiático      | Recorde asiático (Asian)              | DNS                        | Não largou (Did not start)                |   |                                      |
| Recorde nacional     | Recorde nacional (National record)           | Recorde europeu       | Recorde europeu (European)            | DNF                        | Não terminou (Did not finish)             |   |                                      |
| Recorde pessoal      | Recorde pessoal do atleta (Personal best)    | Recorde da Oceania    | Recorde da Oceania (Oceania)          | DSQ / DQ                   | Desclassificado (Disqualified)            |   |                                      |
| Recorde da temporada | Recorde da temporada do atleta (Season best) | Recorde sul-americano | Recorde sul-americano (South America) | NM                         | Sem marca (No mark)                       |   |                                      |